# Wolfgang Herrmann (Musiker)
Wolfgang Herrmann (* 23. Juni 1950 in Tegernsee) ist ein deutscher Sänger, Komponist, Texter, Arrangeur und Musikproduzent im Bereich der volkstümlichen Musik.

## Leben
Herrmann studierte am Richard-Strauss-Konservatorium München Volksmusik und Querflöte sowie im Nebenfach Klavier, Hackbrett, klassische Gitarre und Tonsatz. Schließlich wurde er Musiklehrer an der Musikschule Tegernsee, wo er zum stellvertretenden Leiter ernannt wurde. Privat baute er sich ein Tonstudio, in dem er unter anderem Musik zu Filmen schrieb (z. B. Zwei Frauen).
Herrmann nahm mit dem von ihm selbst komponierten und getexteten Lied Der weißblaue Himmel am Grand Prix der Volksmusik 1991 teil und erreichte den 5. Platz. Beim Grand Prix der Volksmusik 1995 versuchte er sich nochmals mit dem Lied I hab di doch so liab, konnte jedoch das internationale Finale nicht erreichen. Ebenso erging es ihm beim Grand Prix der Volksmusik 2002 mit Nimm Dir ab und zu ein bisschen Zeit und 2003 mit Gabriella.
Wolfgang Herrmann schrieb auch für andere Interpreten. So komponierte er unter anderem für die Kastelruther Spatzen und entdeckte und produzierte die Sängerinnen Daniela Merk und Vivian Lindt. Die Liste der offiziellen Schweizer Hitparade verzeichnet nahezu 300 Kompositionen von ihm, die er für über 50 Interpreten geschrieben hat. Mit 52 Titeln zwischen 2005 und 2019 führt Mara Kayser seine Interpretenliste an.

## Bekanntere Titel
- Der weißblaue Himmel 1991
- Sapradi
- Des Liad vom Leb'n

## Diskografie
- Der weißblaue Himmel, 1991
- Lieder, die mein Leben schreibt, 1997
- Eine Stunde Ewigkeit 2001
- Mit dem Herzen sehn, 2003
- Denkst du noch an früher, 2004
- Hör auf dein Herz, 2004